# 突如其来的假期
《突如其来的假期》，中国大陆的都市情感喜剧，由相国强、王佳曦执导，阚清子、陈若轩、倪虹洁、刘美含等主演。于2021年7月16日在哔哩哔哩首播。